# Золотая мечта
«Золотая мечта» (англ. Golden dream) — коктейль на основе итальянского ликёра Galliano (крепостью до 30 об%), который прекрасно смешивается с другими напитками и крепкого (40 об%) французского ликёра Куантро (который приобретает опаловый оттенок при добавлении льда или воды, что указывает на высокое содержание эфирных масел, а также подтверждает уникальность компонентов и качество продукта). Относится к алкогольным напиткам, которые готовят в шейкере или перемешивают со льдом, а затем процеживают и подают без льда в бокал для вина или коктейля. Классифицируется как десертный (дижестив), обычно подаётся после обеда. Входит в число официальных коктейлей Международной ассоциации барменов (IBA), категория «Современная классика» (англ. Contemporary classics).

## Рецепт и ингредиенты
Состав:
- 20 мл (или 2 части) ликёра Galliano
- 20 мл (или 2 части) ликёра Куантро (или заменителя «трипл-сек»)
- 20 мл (или 2 части) свежевыжатого апельсинового сока (фреш)
- 10 мл (или 1 часть) свежих сливок
- пищевой лёд

Ингредиенты встряхивают в шейкере и сцеживают в коктейльный бокал.
Коктейль состоит из ликёра Galliano, ликёра Куантро (или заменителя «трипл-сек»), апельсинового сока и свежих сливок. Стандартом Международной ассоциации барменов является пропорция: 2:2:2:1. Все компоненты смешиваются в шейкере со льдом, после чего коктейль фильтруется от льда и мякоти цитрусовых. Для фильтрования может использоваться метод дабл-стрейн, в соответствии с которым напиток фильтруется стрейнером и ситом одновременно, чтобы при переливании коктейля исключить попадания лишней мякоти в бокал.

## История
Коктейль Golden Dream был разработан в шестидесятых годах XX столетия барменом Раймундо Альварес, в баре Old King Bar, Майами (штат Флорида, США). Созданный в честь актрисы Джоан Кроуфорд, коктейль стал популярен в конце шестидесятых годов на восточном побережье США.